# ブルース・キューリック
ブルース・ハワード・キューリック（Bruce Howard Kulick　1953年12月12日 - ）はアメリカ合衆国のロック・ギタリスト、作曲家。
80年代から90年代半ばにかけてキッスのリードギタリスト、2000年から2023年までグランド・ファンク・レイルロードのメンバーとして活動した。
キッスのサポート・メンバー、ミートローフのバンドメンバーとして活躍したボブ・キューリックは実兄にあたる。

## 経歴

### 下積み時代
ニューヨーク・ブルックリン出身。幼馴染のマイク・カッツ（B）、ガイ・ボイス（Ds）と共にKKBで活動。クリームとイエスをミックスしたようなパワフルなトリオ編成のバンドだった。
1977年から1978年にはミートローフの"Bat Out of Hell"ワールドツアーに同行。マイケル・ボルトンとともにブラックジャックにも在籍、ボルトンのソロ・アルバムでもプレイしている。

### キッス
1984年9月、ツアー直前に病気で演奏できなくなったマーク・セント・ジョンの後任としてキッスに4代目のリード・ギタリストとして加入。サポート・メンバーとしての活動を通じてメンバーと懇意だった兄ボブの強い推薦を受けた。
彼はジミ・ヘンドリックス、クリームなどからの影響をベースに80年代風のトリッキーな技を盛り込んだモダンなスタイルでキッスに新風を吹き込んだ。12年間に渡って在籍し、5枚のスタジオ・アルバムと2枚のライヴ・アルバムに参加して、ノーメイクのヘヴィメタル時代を支えた。
1996年、キッスがMTVアンプラグドに出演した際、オリジナル・メンバーのエース・フレーリーとピーター・クリスがゲスト出演したことがきっかけになって再結成が決定。彼とエリック・シンガーは同年12月に公式にキッスを脱退した。
フレーリーは2002年のフェアウェル・ツアー終了後に脱退したが、キューリックに復帰の要請はなかった。

### UNION
キッスを脱退後、元モトリー・クルーのジョン・コラビらとUNIONを結成。3枚のアルバムをリリースした。2005年1月、2回のショウを完全収録し、さらにボーナス・マテリアルを収録したUNION初のDVD"Do Your Own Thing Live"をリリース。同月UNIONは日本でもプレイ、11月にはドイツでも公演を行った。オリジナル・ドラマーが脱退したため、キッス時代の同僚エリック・シンガーがドラムスを担当した。

### グランド・ファンク・レイルロード
2000年、グランド・ファンク・レイルロードに加入し、精力的にライヴを行なった。
2005年には、同じくキッスとは縁の深い実兄ボブとともに、キッスの曲を題材にした教則DVD"KISS Forever"をリリースした。
2024年1月、脱退が発表された。

## ディスコグラフィ

### ブラックジャック
- Blackjack (1979年)
- Worlds Apart (1980年)

### マイケル・ボルトン
- Michael Bolton (1983年)
- Everybody's Crazy (1985年)

### キッス
- アサイラム (1985年)
- クレイジー・ナイト (1987年)
- ホット・イン・ザ・シェイド (1989年)
- リヴェンジ (1992年)
- アライヴ3 (1993年)
- KISS アンプラグド (1996年)
- カーニヴァル・オブ・ソウルズ (1997年)

### UNION
- Union (1998年)
- Live in the Galaxy (1999年)
- The Blue Room (2000年)
- Do Your Own Thing|Do Your Own Thing DVD - Live (2005年)

### ESP
- Lost & Spaced (1998年)
- ESP (1999年)
- Live in Japan (2006年)
- Live at the Marquee DVD (2006年)

### ソロ
- Audio Dog (2001年)
- Transformer (2003年)
- BK3 (2010年)

### その他
- KKB: KKB 1974 (1974年)
- ビリー・スクワイア: Tale of the Tape (1980年)
- The Good Rats - Great American Music (1981年)
- ドン・ジョンソン: Let It Roll (1989年)
- グラハム・ボネット: The Day I Went Mad (1999年)
- エリック・カー: Rockology (2000年) ※プロデュース
- KISS Tribute Spin The Bottle (2004年)
- ジーン・シモンズ: Asshole (2004年)
- Bruce and Bob Kulick: KISS Forever (2005年) ※キッスの曲を題材にした教則DVD
- Lordi: The Arockalypse (2006年)
- ポール・スタンレー: Live to win (2006年)
- マイケル・シェンカー: Doctor, Doctor - The Kulick Sessions (2008年)
- Led Box - The Ultimate Led Zeppelin Tribute: Dazed & Confused (2008年)